# Wurz (Gemeinde Weitensfeld im Gurktal)
Wurz ist eine Ortschaft in der Gemeinde Weitensfeld im Gurktal im Bezirk St. Veit an der Glan in Kärnten. Die Ortschaft hat 2 Einwohner (Stand 1. Jänner 2024).

## Lage

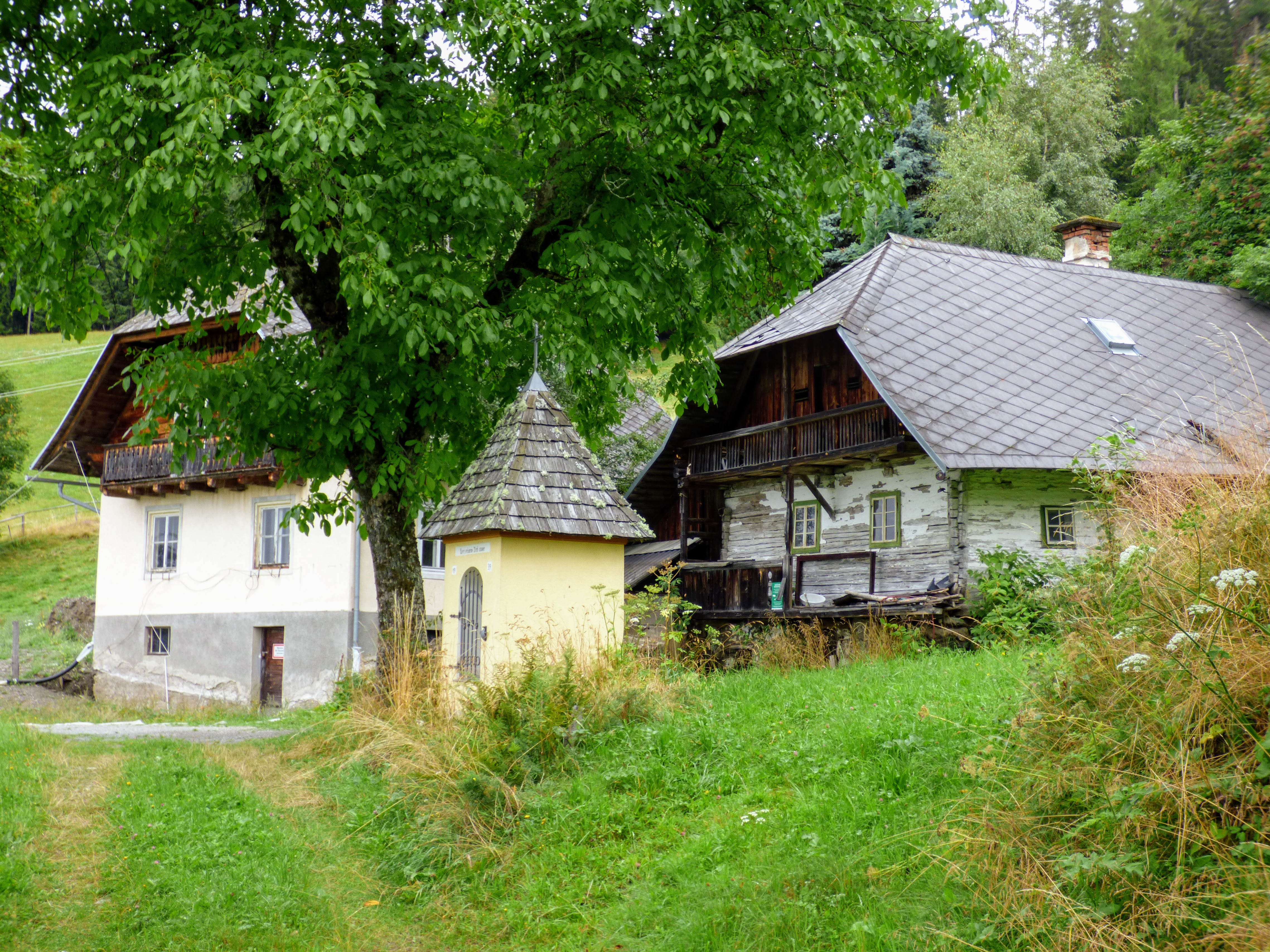
Wurz Nr. 2, Klein-Wurzer

Wurz liegt hoch an den linksseitigen Hängen des Gurktals im Nordosten der Gemeinde Weitensfeld, etwa 5 km nördlich von Zweinitz, nur rund 600 m südlich der Wasserscheide zum Metnitztal, in der Katastralgemeinde Zweinitz. Zur Ortschaft gehören die Höfe Groß-Wurzer (früher Wurzer, Nr. 3) und Klein-Wurzer (früher Krassnitzer, Nr. 2). Der Hof Heilinger, der früher südlich unterhalb des Klein-Wurzer lag, existiert nicht mehr.

## Geschichte
Ab Gründung der Ortsgemeinden Mitte des 19. Jahrhunderts gehörte Wurz zur Gemeinde Gurk. 1871 trat die Gemeinde Gurk die Katastralgemeinden Thurnberg und Zweinitz an die Gemeinde Weitensfeld ab, somit gehörte Wurz dann zur Gemeinde Weitensfeld. 1894 brannte der Heilinger-Hof ab. Bei der Kärntner Gemeindestrukturreform von 1973 kam Wurz an die damals neu errichtete Gemeinde Weitensfeld-Flattnitz, bei deren Auflösung 1991 wieder zur Gemeinde Weitensfeld im Gurktal.

## Bevölkerungsentwicklung
Für die Ortschaft ermittelte man folgende Einwohnerzahlen:
- 1869: 3 Häuser, 16 Einwohner[3]
- 1880: 3 Häuser, 18 Einwohner[4]
- 1890: 3 Häuser, 16 Einwohner[5]
- 1900: 3 Häuser, 15 Einwohner[6]
- 1910: 3 Häuser, 16 Einwohner[7]
- 1923: 3 Häuser, 28 Einwohner[8]
- 1934: 22 Einwohner[9]
- 1961: 2 Häuser, 6 Einwohner[10]
- 2001: 2 Gebäude (davon 2 mit Hauptwohnsitz) mit 2 Wohnungen; 7 Einwohner und 0 Nebenwohnsitzfälle; 2 Haushalte; 0 Arbeitsstätten, 2 land- und forstwirtschaftliche Betriebe[11]
- 2011: 2 Gebäude, 5 Einwohner, 2 Haushalte, 0 Arbeitsstätten[12]
- 2021: 2 Gebäude, 2 Einwohner, 1 Haushalt, 1 Arbeitsstätte[13]